# Švenekita
La švenekita és un mineral de la classe dels fosfats. Rep el seu nom en honor de Jaroslav Švenek (1927-1994), antic comissari de la col·lecció mineralogica del Museu Nacional de Praga, a la República Txeca.

## Característiques
La švenekita és un fosfat de fórmula química Ca[AsO₂(OH)₂]₂. Va ser aprovada com a espècie vàlida per l'Associació Mineralògica Internacional l'any 1999. Cristal·litza en el sistema triclínic.
Segons la classificació de Nickel-Strunz, la švenekita pertany a «08.A - Fosfats, etc. sense anions addicionals, sense H₂O, només amb cations de mida gran» juntament amb els següents minerals: nahpoïta, monetita, weilita, archerita, bifosfamita, fosfamita, buchwaldita, schultenita, chernovita-(Y), dreyerita, wakefieldita-(Ce), wakefieldita-(Y), xenotima-(Y), pretulita, xenotima-(Yb), wakefieldita-(La), wakefieldita-(Nd), pucherita, ximengita, gasparita-(Ce), monacita-(Ce), monacita-(La), monacita-(Nd), rooseveltita, cheralita, monacita-(Sm), tetrarooseveltita, chursinita i clinobisvanita.

## Formació i jaciments
Va ser descoberta al filó Geschieber de la mina Svornost, a la localitat de Jáchymov, a la regió de Karlovy Vary, Bohèmia, República Txeca. Es tracta de l'únic indret on ha estat descrita aquesta espècie mineral.